# Schneealpe
Schneealpe är ett berg i Österrike.   Det ligger i distriktet Bruck-Mürzzuschlag och förbundslandet Steiermark, i den östra delen av landet, 80 km sydväst om huvudstaden Wien. Toppen på Schneealpe är 1 903 meter över havet, eller 701 meter över den omgivande terrängen. Bredden vid basen är 16,8 km.
Terrängen runt Schneealpe är kuperad åt sydväst, men åt nordost är den bergig. Närmaste större samhälle är Mürzzuschlag, 11,2 km sydost om Schneealpe. 
I omgivningarna runt Schneealpe växer i huvudsak blandskog. Runt Schneealpe är det ganska glesbefolkat, med 48 invånare per kvadratkilometer.